# Rhogeessa tumida
Rhogeessa tumida is een zoogdier uit de familie van de gladneuzen (Vespertilionidae). De wetenschappelijke naam van de soort werd voor het eerst geldig gepubliceerd door H. Allen in 1866.